# Stefan Kluczyński
Stefan Kluczyński (ur. 8 września 1881 w Witowicach, zm. 1940 w ZSRR) – major artylerii Wojska Polskiego, działacz niepodległościowy, kawaler Orderu Virtuti Militari, ofiara zbrodni katyńskiej.

## Życiorys
Urodził się 8 września 1881 we wsi Witowice, w ówczesnym powiecie nowosądeckim Królestwa Galicji i Lodomerii, w rodzinie Władysława i Kazimiery z Jełowickich. W maju 1902 zdał maturę w gimnazjum we Lwowie. W 1903 studiował na Politechnice Lwowskiej, a w 1904 w Wiedniu ukończył prywatnie kurs buchalterii. W latach 1904–1905 odbył służbę wojskową w dywizjonie artylerii konnej we Lwowie. W listopadzie 1905 wyjechał do Rumunii, gdzie pracował w przemyśle naftowym do 20 czerwca 1914.
Po wybuchu I wojny światowej został powołany do c. i k. armii i wysłany na front rosyjski. W maju 1915 został przeniesiony na front włoski. 8 września 1915 zdezerterował na stronę włoską z zamiarem dostania się do Legionu Bajończyjów we Francji, jednak został wykorzystany przez Włochów do służby wywiadowczej i informacyjnej przeciwko Austro-Węgrom. W listopadzie 1917 przyjął propozycję Włochów, zorganizował i wyszkolił Pierwszy Oddział Ochotników Polaków we Włoszech. Od 12 kwietnia 1918 na czele tego oddziału walczył przeciw wojskom austriackim. Wyróżnił się 24 października 1918 w bitwie o Monte Grappa. 20 kwietnia 1922 major Wilhelm Hörl we wniosku na odznaczenie Stefana Kluczyńskiego Orderem Virtuti Militari napisał: „otrzymał rozkaz z Dowództwa IV Armii włoskiej «Monte Grappa» zajęcia wysuniętych okopów austriackich na Monte Pertica. Po ogniu artyleryjskim porwał swój Oddział Ochotników i brawurowym atakiem zajął cały okop, biorąc 3 kompanie obrońców do niewoli. Chcąc dać możliwość akcji Włochom na skrzydłach, należało zdobyty okop za wszelką cenę utrzymać. Pomimo huraganowego ognia artylerii austriackiej i kilkakrotnych kontrataków piechoty okopy pozostały w rękach Polaków. Walka trwała 22 godziny. Kpt. Kluczyński w czasie całej akcji kierował szturmem i obroną, dając przykład nieustraszonego męstwa, odwagi i pogardy śmierci. Kontuzjowany granatem wytrwał na stanowisku do końca”.
W grudniu 1918 wstąpił wraz ze swoim oddziałem do Armii Polskiej we Włoszech, włączonej następnie do Armii Polska we Francji gen. J. Hallera. W jego ramach jednostka została rozwinięta w obozie w La Mandria di Chivasso w 8 pułk strzelców im. Francesco Nullo (późniejszy 50 pułk piechoty). Był dowódcą tej jednostki od 27 grudnia 1918 do 22 lutego 1919. Do czerwca 1919 pełnił funkcję dowódcy 12 pułku strzelców polskich (późniejszego 54 pułku piechoty).
W grudniu 1919 został odkomenderowany na stanowisko dowódcy baterii zapasowej 13 i 18 pułku artylerii ciężkiej we Włodzimierzu. W trakcie wojny polsko-bolszewickiej w czerwcu 1920 służył na froncie jako dowódca odcinka „Włodawa” po czym wrócił na stanowisko dowódcy baterii zapasowej 13 dywizjonu artylerii ciężkiej.
Po wojnie służył w 27 pułku artylerii lekkiej we Włodzimierzu na stanowisku dowódcy I dywizjonu. 3 maja 1922 został zweryfikowany w stopniu majora ze starszeństwem od 1 czerwca 1919 i 59. lokatą w korpusie oficerów artylerii. W tym samym roku ukończył kurs dowódców dywizjonów artylerii w Toruniu. 18 grudnia 1925 został przeniesiony z 10 Okręgowego Szefostwa Artylerii w Przemyślu do 2 pułku artylerii polowej Legionów w Kielcach na stanowisko dowódcy III dywizjonu. W marcu 1926 został przeniesiony do 10 pułku artylerii polowej w Łodzi, a z dniem 31 grudnia 1926 przeniesiony w stan spoczynku.
Mieszkał w Królewszczyźnie, poczta Włodzimierz Wołyński, jako osadnik wojskowy.
Po wybuchu II wojny światowej i agresji ZSRR na Polskę z 17 września 1939 na terenach wschodnich II Rzeczypospolitej został aresztowany przez sowietów. Był przetrzymywany w więzieniu we Włodzimierzu Wołyńskim. 29 kwietnia 1940 został przewieziony do więzienia przy ulicy Karolenkiwskiej 17 w Kijowie. Tam został zamordowany przez NKWD prawdopodobnie wiosną 1940. Jego nazwisko znalazło się na tzw. Ukraińskiej Liście Katyńskiej opublikowanej w 1994 (został wymieniony na liście wywózkowej 43/1-46 oznaczony numerem 1331). Został pochowany na otwartym w 2012 Polskim Cmentarzu Wojennym w Kijowie-Bykowni.
Był żonaty, miał troje dzieci: Zbigniewa (ur. 22 marca 1902), rolnika, ochotnika Wojska Polskiego, który 32 miesiące spędził na froncie i został ranny w obie nogi, Jadwigę (ur. 1 listopada 1906) i Stanisława (ur. 24 czerwca 1908), rolnika.

## Ordery i odznaczenia
- Krzyż Srebrny Orderu Wojskowego Virtuti Militari nr 5624 – 27 września 1922[17][1][18]
- Krzyż Niepodległości – 17 września 1932 „za pracę w dziele odzyskania niepodległości”[19][2][20]
- Miecze Hallerowskie[21]
- Medal Zwycięstwa[22]
- włoski Srebrny Medal[23][24] „... della Guera 1915–1918”[22]